# قشلاق ایلخچی علیا
قشلاق ایلخچی علیا یک روستا در ایران است که در دهستان آزادلو واقع شده‌است. قشلاق ایلخچی علیا ۸۰ نفر جمعیت دارد.